# Futebol Clube Macieirense
O Futebol Clube Macieirense é um clube de futebol que milita neste momento na 2ª Divisão Distrital da AF Aveiro pertencente ao concelho de Oliveira de Azeméis.
O clube disputa os seus jogos no Campo do Viso.